# Malandrino e Veronica
Malandrino e Veronica è un duo comico formato da Roberto Malandrino (Novara, 19 ottobre 1958) e da Paolo Maria Veronica (Novara, 1º maggio 1958); dal 1991 vivono e lavorano a Bologna. La loro carriera inizia negli anni Ottanta presso il Derby Club di Milano.

## Esordi televisivi
Nel 1982 vincono il concorso Voci e volti nuovi per gli anni ottanta, organizzato dalla Rai. Nel 1984 debuttano nel programma di Rai 1 Loretta Goggi in quiz. Nel 1985 vincono a Loano il primo Festival Nazionale dei Cabaret e partecipano a Drive In su Italia 1. Da lì seguiranno tutta una serie di partecipazioni a trasmissioni comiche come Stupido Hotel nel 2003, fino alle più recenti apparizioni come inviati a Quelli che il calcio, da tifosi del Bologna.

## Cinema
Hanno partecipato a vari film tra cui Per non dimenticare, Il segreto del successo, Un giorno fortunato e Muzungu di Massimo Martelli. Paolo Maria Veronica è inoltre presente ne Il toro e in Vesna va veloce di Carlo Mazzacurati.

## Radio
Dal 2015 conducono la trasmissione "Bolognesi DOC" su Radio Bologna 1.

## Teatro
Durante la stagione estiva 2022, assieme a una compagnia di attori e tecnici bolognesi, organizzano lo spettacolo teatrale "Fiabesca". Lo spettacolo si tiene all'aperto, in due differenti location: presso l'associazione Casa del Gufo nel Quartiere Savena e sotto al ponte della ferrovia alta velocità Milano-Bologna sul fiume Reno.
Nell'estate del 2023 partecipano, insieme a Raffaella Silva e Maurizio Grano, a “Fenomeni” dal Medioevo, uno spettacolo che si svolge tra le sale del Museo civico medievale di Bologna.

## Personaggi e sketch
Sono particolarmente conosciuti per le interpretazioni di personaggi caratteristici e alcuni sketch ricorrenti:
- I due fratelli mafiosi Vito e Santino Carruzzelli, apparsi anche nei programmi Proffimamente non stop e Canzonissime (programma televisivo)
- Padre Buozzi e Marcolino.
- "Drogheria Spettatori", dove il duo interagisce con il pubblico.